# Portowik-Eniergija Chołmsk
Portowik-Eniergija Chołmsk (ros. Футбольный клуб «Портовик-Энергия» Холмск, Futbolnyj Kłub "Portowik-Eniergija" Chołmsk) – rosyjski klub piłkarski z siedzibą w Chołmsku w obwodzie sachalińskim.

## Historia
Chronologia nazw:
- 1969—1992: Sachalin Jużnosachalińsk (ros. «Сахалин» Южно‑Сахалинск)
- 1993—1998: Sachalin Chołmsk (ros. «Сахалин» Холмск)
- 1999—2006: Portowik Chołmsk (ros. «Портовик» Холмск)
- 2007—...: Portowik-Eniergija Chołmsk (ros. «Портовик-Энергия» Холмск)

Piłkarska drużyna Sachalin została założona w 1969 w mieście Jużnosachalińsk.
W 1969 debiutował w Klasy B, strefie 6 Mistrzostw ZSRR. W 1970 po kolejnej reorganizacji systemu lig spadł do niższej Klasy B, strefy 4, a potem powrócił do 3 ligi, która otrzymała nazwę Druga Liga. W 1975 zrezygnował z dalszych rozgrywek na szczeblu profesjonalnym i kontynuował występy tylko w turniejach lokalnych. Dopiero w 1989 ponownie startował w Drugiej Lidze, strefie 4.
W 1990 występował w Drugiej Niższej Lidze, a w następnym roku powrócił do Drugiej Ligi.
W Mistrzostwach Rosji klub debiutował w Pierwszej Lidze, strefie wschodniej, w której występował dwa sezony. W 1993 przeniósł się do pobliskiej miejscowości Chołmsk. W 1994 po reorganizacji systemu lig w Rosji został zdegradowany do Drugiej Ligi, strefy wschodniej. Po zakończeniu sezonu 1995 klub zrezygnował z dalszych występów. Dopiero w 1999 pod nazwą Portowik Chołmsk startował w Amatorskiej Lidze. W 2007 roku przyjął nazwę Portowik-Eniergija Chołmsk.

## Sukcesy
- Druga Liga ZSRR, strefa 7:
  - 2 miejsce: 1972
- Rosyjska Pierwsza Liga, strefa wschodnia:
  - 10 miejsce: 1993
- Puchar Rosji:
  - 1/32 finalista: 1995

## Znani piłkarze
- / Vladislav Kadyrov
- Denis Laktionov